# Henry Kraft (Gartenarchitekt)
Henry Kraft (* 12. April 1899 in Bad Salzbrunn; Landkreis Waldenburg i. Schles., Provinz Schlesien; † September 1979) war ein deutscher Gartenarchitekt in der Lausitz.

## Leben und Werk
Henry Kraft war der Sohn des Gartengestalters Arndt Kraft (1968–1944), der ab 1924 „Fürstlich-plessischer Gartendirektor“ von Bad Salzbrunn war. Henry Kraft absolvierte in Bad Salzbrunn die Oberrealschule und musste als Soldat am Ersten Weltkrieg teilnehmen. Er machte dann in den Bad Salzbrunner Fürstlich-Plesschen Gärten von 1920 bis 1921 eine Gärtnerlehre und ging danach bis 1924 auf die Walz. Dabei arbeitete er als Gehilfe 1921/1922 in der Baumschule Peter in Trzebnitz, 1922/23 in der Gärtnerei von Schloss Kamenz und 1923 in der Handelsgärtnerei Sperlich in Gleiwitz und im Schlossgarten von Schloss Waldenburg. Von 1924 bis 1926 absolvierte er in der Fachrichtung Gartenkunst der Höheren Lehranstalt für Gartenbau in Berlin-Dahlem eine Ausbildung zum Gartenbau-Techniker. Danach arbeitete er bis 1927 in Königsberg bei dem Gartenarchitekten Hans Klein. Noch 1927 beteiligte er sich in Liegnitz an der Gestaltung der Deutsche Gartenbau- und Schlesische Gewerbe-Ausstellung (GUGALI). In der Folgezeit arbeitete Kraft als selbständiger Gartenarchitekt. 1928 erwarb er das Diplom als Gartenbauinspektor. Von 1930 bis 1938 war er Gartenbauinspektor der Friedhofsverwaltung der Stadt Liegnitz und ab dem 1. Januar 1939 Städtischer Gartenbaudirektor von Görlitz. Er war zum 1. Mai 1933 der NSDAP beigetreten (Mitgliedsnummer 2.244.902) und wurde während des Zweiten Weltkriegs aus unbekannten Gründen nicht zum Wehrdienst einberufen. Krafts gestalterischen Möglichkeiten waren nach dem Beginn des Kriegs stark eingeschränkt, u. a. weil öffentliche Park- und Grünflächen landwirtschaftlich genutzt wurden. Von 1941 bis etwa 1943 legte er in der Heinzelstraße für Kurt Winkler, den Eigentümer der Firma Photo-Winkler und mit Kraft befreundet, einen privaten Villen-Garten an, den er dann in der DDR 1960/1961 zu einem öffentlichen Garten, dem Berggarten, umgestaltete.
Nach dem Ende des NS-Staats wurde Kraft 1945 wegen seiner NSDAP-Mitgliedschaft entlassen. Es fehlen Informationen, welche Arbeiten er danach ausgeführt hat. 1950 wurde er bei der städtischen Park- und Friedhofsverwaltung von Görlitz wieder angestellt, und er war dann bis zum Eintritt in den Ruhestand 1967 Gartenbaudirektor. Er stand vor der Aufgabe, die noch existierenden Anlagen instand zu setzen, zu erweitern bzw. neuen Nutzungsanforderungen anzupassen. Dabei konnte er die Möglichkeiten des Nationalen Aufbauwerks nutzen. Kraft nahm maßgeblich Einfluss auf die Gestaltung des Stadtbilds von Görlitz. Die Sächsische Zeitung nannte ihn den „Vater vieler Görlitzer Park- und Grünanlagen“.
Nach Krafts Plänen und unter seiner Leitung wurde der heutige Postplatz, der Demianiplatz und der Stadtpark neugestaltet. Er entwarf und organisierte eine Vielzahl von Neu- und Umgestaltungen in den öffentlichen Grünanlagen. So leitete er die Umgestaltung des Raupach’schen Privatparks in den Park der Werktätigen. Ab 1957 war er maßgeblich am Aufbau des Tierparks Görlitz in diesem Park beteiligt. Weitere Anlagen, deren Umgestaltung Kraft plante und leitete, waren die Friedenshöhe (1952 bis Anfang 1960er Jahre), das Birkenwäldchen (1955/1956), der Nikolaizwinger (1953/1954), die Anlagen bei der Ochsenbastei (1962/1963), die Rosenterrasse und die Freilichtbühne im Stadtpark (1955/1956) und diverse Grünanlagen im Zusammenhang mit dem Neubau der Südstadt.
1967 ging Kraft in den Ruhestand. Er unterstützte aber weiter die Verwaltung.
Kraft war Mitglied der Christlich-Demokratische Union Deutschlands. Er wurde u. a. mit der Verdienstmedaille der DDR und mit dem Kunstpreis der Stadt Görlitz geehrt.
Neben seiner beruflichen Tätigkeit übernahm er Parkführungen und gab er Lichtbildervorträge. Er war ein ambitionierter Fotograf und besaß fast 13 000 Farbdias, die sich als ein wichtiges Zeugnis der Geschichte der Parks, Grünanlagen und Gärten der Stadt im Ratsarchiv Görlitz befinden.